# Carrier-grade NAT

Carrier-grade NAT

Carrier-grade NAT (CGN hay CGNAT), còn gọi là NAT quy mô lớn (tiếng Anh: large-scale NAT hay LSN), là một loại biên dịch địa chỉ mạng (NAT) được sử dụng trong thiết kế mạng IPv4. Với CGNAT, các mạng gia đình được cấu hình với các địa chỉ mạng riêng  và được dịch sang địa chỉ IPv4 công cộng bằng các thiết bị biên dịch địa chỉ mạng trung gian được nhúng trong mạng của nhà mạng, cho phép chia sẻ một số lượng nhỏ địa chỉ IPv4 công cộng cho nhiều hộ gia đình.
Carrier-grade NAT thường được dùng để giảm thiểu sự cạn kiệt địa chỉ IPv4.

## Nhược điểm
Trong trường hợp cấm truy cập dựa vào địa chỉ IP, hệ thống có thể chặn lưu lượng truy cập của một người spam bằng cách cấm địa chỉ IP của người đó. Nếu người đó ở phía sau carrier-grade NAT, những người dùng khác dùng chung địa chỉ IP công khai với người spam cũng sẽ bị chặn. Điều này có thể tạo ra nhiều vấn đề cho các quản trị viên diễn đàn và wiki khi giải quyết hành vi gây rối từ một người dùng có dùng chung địa chỉ IP với những người dùng khác.